# オオバコウモリ
オオバコウモリ（大葉蝙蝠、学名：Parasenecio tschonoskii）は、キク科コウモリソウ属の大型の多年草。

## 特徴
地下茎は直立する。茎は直立し、ふつう高さは40-150cmになるが、2ｍを超えることもあり、よく分枝する。茎につく葉は草質またはやや革質で、葉身は三角形状腎形から扁五角形状腎形で、長さ15-23cm、幅17-28cmになり、先端は鋭くとがり、基部は広い心形になる。葉柄に広い翼があって、基部に大型の三角形状になった「耳」があり、茎を抱くが、葉鞘は円筒形にはならない。上部の茎葉の葉柄の基部は小型の耳になる。
花期は8-9月。頭状花序は円錐花序に多数が横向きから斜め下向きにつき、すべて両性の筒状花からなり、頭花の花柄は長さ5-10mm、径0.5mm以下になる。総苞は狭筒型で長さ10-12mm、総苞片は1列で5-7個ある。1頭花は9-10個の筒状花で構成されており、花冠の長さは7mmになる。果実は紡錘形で長さ4-6.5mmになる痩果で、稜は目立たない。冠毛は白色で、長さ7mmになる。

## 分布と生育環境
日本固有種。本州の東北地方南部、関東地方北部、中部地方の日本海側に偏って分布し、夏緑林の湿り気のある林内や林縁に生育する。

## 名前の由来
和名 オオバコウモリは、「大葉蝙蝠」の意。
種小名（種形容語）tschonoskii は、植物学者カール・ヨハン・マキシモヴィッチのために日本の植物を採集した須川長之助への献名。

## 類似の種
類似の種に、北海道に広く分布し、南千島やサハリンにも分布するヨブスマソウ Parasenecio robustus がある。両種とも茎の高さが2mを超え大型になる種で、花序も大型で多数の頭花をつけるが、オオバコウモリは花柄の径が0.5mm以下と細く、長さが5-10mmと長く、頭花は花序にまばらにつく。一方、ヨブスマソウは花柄に多細胞性の褐色の毛が密生し、径が1mmと太く、長さが3-5mmと比べると短く、頭花は花序に密集してつく。また、葉はヨブスマソウの方がオオバコウモリより倍ちかく大きい。
本州の関東地方以北においてヨブスマソウと誤認されてきたものは、本種であることが多いという。